# Saint-Georges-des-Gardes
Pour les articles homonymes, voir Saint-Georges, Saint Georges (homonymie) et Georges.
Saint-Georges-des-Gardes est une ancienne commune française située dans le département de Maine-et-Loire, en région Pays de la Loire.
Le 15 décembre 2015, elle est devenue une commune déléguée au sein de la commune nouvelle de Chemillé-en-Anjou.
Les Gardes, après avoir été une commune indépendante à partir de 1851, est rattachée à nouveau à Saint-Georges-des-Gardes en 1973.
Siège de la production des biscuits Saint-Georges, on y trouve également de nombreux producteurs de pommes.

## Géographie
Ce village angevin de l’ouest de la France se situe dans les Mauges, au sud de Chemillé, sur la route D 160 qui traverse le village du nord (Chemillé) au sud (Trémentines puis Cholet).
L'altitude de la commune varie de 77 à 211 mètres, et elle s'étend sur plus de 32 km2 (3 249 hectares).
La structure morphologique consiste principalement en une plaine descendante vers le nord se prolongeant jusqu'à La Chapelle-Rousselin et Chemillé. Le sud de la commune est, lui, principalement constitué du versant sud de la colline du Puy-de-la-Garde.

## Toponymie et héraldique

### Toponymie
C'est à travers les différentes versions du Cartulaire de Chemillé que l'on mesure l'évolution du nom de la paroisse : Sanctus Georgius de Podio Garde en 1107, Sanctus Georgius de Podio quod dicitur de Garda en 1120, Sanctus Georgius ad montem de la Guarde en 1231 puis Saint Georges du Puy de la Garde en 1476.
On retrouve ce même nom de Saint Georges du Puy de la Garde en 1793 et 1801, pour devenir ensuite Saint-Georges-des-Gardes à la suite de son regroupement en 1973 avec Les Gardes,,.
Formes anciennes du nom des Gardes : Les Gardes en 1851.

### Héraldique
| Blason de Saint-Georges-des-Gardes | Blason  | D'argent fretté de gueules; mantelé d'azur chargé de deux épis de blé tigés et feuillés d'or; à l'épée couronnée du même brochant sur le tout. |
| Blason de Saint-Georges-des-Gardes | Détails | Le statut officiel du blason reste à déterminer.                                                                                               |

## Histoire
En 1851 la commune, alors dénommée  Saint-Georges-du-Puy-de-la-Garde cède Les Gardes, qui devient une commune. Le 1er janvier 1973 Les Gardes est à nouveau rattachée à Saint-Georges-du-Puy-de-la-Garde (fusion association), qui devient Saint-Georges-des-Gardes,.
En 2014, un projet de fusion de l'ensemble des communes de l'intercommunalité se dessine. Le 2 juillet 2015, les conseils municipaux de l'ensemble des communes du territoire communautaire votent la création d'une commune nouvelle au 15 décembre 2015.

## Politique et administration

### Administration municipale

#### Administration actuelle
Depuis le 15 décembre 2015, Saint-Georges-des-Gardes constitue une commune déléguée au sein de la commune nouvelle de Chemillé-en-Anjou et dispose d'un maire délégué.
| Période                                  | Période  | Identité     | Étiquette | Qualité |
| ---------------------------------------- | -------- | ------------ | --------- | ------- |
| 15 décembre 2015                         | mai 2020 | Hervé Martin |           |         |
| mai 2020                                 |          | Yann Leroux  |           |         |
| Les données manquantes sont à compléter. |          |              |           |         |

#### Administration ancienne
| Période                                  | Période          | Identité         | Étiquette | Qualité |
| ---------------------------------------- | ---------------- | ---------------- | --------- | ------- |
|                                          | An XII           | Plessis          |           |         |
| 25 Vendémiaire An XIII                   |                  | François Hilaire |           |         |
| 25 Mai 1821                              |                  | Jacques Brunet   |           |         |
| 16 Novembre 1821                         |                  | François Hilaire |           |         |
|                                          | mars 2008        | Gabriel Lahaye   |           |         |
| mars 2008                                | 14 décembre 2015 | Hervé Martin     |           |         |
| Les données manquantes sont à compléter. |                  |                  |           |         |

### Ancienne situation administrative
La commune était membre de la communauté de communes de la région de Chemillé, elle-même membre du syndicat mixte Pays des Mauges. La communauté de communes cesse d'exister le 15 décembre 2015 et ses compétences sont transférées à la commune nouvelle de Chemillé-en-Anjou.

## Population et société

### Évolution démographique
L'évolution du nombre d'habitants est connue à travers les recensements de la population effectués dans la commune depuis 1793. À partir du 1er janvier 2009, les populations légales des communes sont publiées annuellement dans le cadre d'un recensement qui repose désormais sur une collecte d'information annuelle, concernant successivement tous les territoires communaux au cours d'une période de cinq ans. 
Pour les communes de moins de 10 000 habitants, une enquête de recensement portant sur toute la population est réalisée tous les cinq ans, les populations légales des années intermédiaires étant quant à elles estimées par interpolation ou extrapolation. Pour la commune, le premier recensement exhaustif entrant dans le cadre du nouveau dispositif a été réalisé en 2007,.
En 2013, la commune comptait 1 616 habitants, en évolution de +1,44 % par rapport à 2008 (Maine-et-Loire : +3,3 %, France hors Mayotte : +2,49 %).
Le territoire de Saint-Georges-des-Gardes est divisé en deux communes de 1851 à 1972, Saint-Georges-du-Puy-de-la-Garde et Les Gardes,.
| 1793  | 1800 | 1806  | 1821  | 1831  | 1836  | 1841  | 1846  | 1851  |
| ----- | ---- | ----- | ----- | ----- | ----- | ----- | ----- | ----- |
| 1 297 | 906  | 1 020 | 1 266 | 1 388 | 1 425 | 1 460 | 1 608 | 1 031 |

| 1856  | 1861  | 1866  | 1872 | 1876 | 1881 | 1886  | 1891 | 1896 |
| ----- | ----- | ----- | ---- | ---- | ---- | ----- | ---- | ---- |
| 1 134 | 1 075 | 1 014 | 925  | 930  | 961  | 1 000 | 934  | 851  |

| 1901 | 1906 | 1911 | 1921 | 1926 | 1931 | 1936 | 1946 | 1954 |
| ---- | ---- | ---- | ---- | ---- | ---- | ---- | ---- | ---- |
| 801  | 797  | 736  | 725  | 727  | 705  | 641  | 621  | 718  |

| 1962 | 1968 | 1975  | 1982  | 1990  | 1999  | 2007  | 2012  | 2013  |
| ---- | ---- | ----- | ----- | ----- | ----- | ----- | ----- | ----- |
| 799  | 827  | 1 228 | 1 284 | 1 497 | 1 448 | 1 603 | 1 611 | 1 616 |

| 1851 | 1856 | 1861 | 1866 | 1872 | 1876 | 1881 | 1886 | 1891 |
| ---- | ---- | ---- | ---- | ---- | ---- | ---- | ---- | ---- |
| 941  | 981  | 980  | 925  | 889  | 874  | 840  | 822  | 734  |

| 1896 | 1901 | 1906 | 1911 | 1921 | 1926 | 1931 | 1936 | 1946 |
| ---- | ---- | ---- | ---- | ---- | ---- | ---- | ---- | ---- |
| 670  | 618  | 481  | 467  | 401  | 407  | 372  | 314  | 329  |

| 1954 | 1962 | 1968 | 1972 | - | - | - | - | - |
| ---- | ---- | ---- | ---- | - | - | - | - | - |
| 392  | 382  | 378  | -    | - | - | - | - | - |

### Pyramide des âges
La population de la commune est relativement jeune. Le taux de personnes d'un âge supérieur à 60 ans (20,2 %) est en effet inférieur au taux national (21,8 %) et au taux départemental (21,4 %).
À l'instar des répartitions nationale et départementale, la population féminine de la commune est supérieure à la population masculine. Le taux (52 %) est du même ordre de grandeur que le taux national (51,9 %).
La répartition de la population de la commune par tranches d'âge est, en 2008, la suivante :
- 48 % d’hommes (0 à 14 ans = 22,7 %, 15 à 29 ans = 16,5 %, 30 à 44 ans = 22,3 %, 45 à 59 ans = 21,8 %, plus de 60 ans = 16,6 %) ;
- 52 % de femmes (0 à 14 ans = 21,4 %, 15 à 29 ans = 16 %, 30 à 44 ans = 18,8 %, 45 à 59 ans = 20,3 %, plus de 60 ans = 23,5 %).

| Hommes | Classe d’âge | Femmes |
| ------ | ------------ | ------ |
| 1,0    | 90 ans ou +  | 1,8    |
| 5,1    | 75 à 89 ans  | 11,5   |
| 10,5   | 60 à 74 ans  | 10,2   |
| 21,8   | 45 à 59 ans  | 20,3   |
| 22,3   | 30 à 44 ans  | 18,8   |
| 16,5   | 15 à 29 ans  | 16,0   |
| 22,7   | 0 à 14 ans   | 21,4   |

| Hommes | Classe d’âge | Femmes |
| ------ | ------------ | ------ |
| 0,4    | 90 ans ou +  | 1,1    |
| 6,3    | 75 à 89 ans  | 9,5    |
| 12,1   | 60 à 74 ans  | 13,1   |
| 20,0   | 45 à 59 ans  | 19,4   |
| 20,3   | 30 à 44 ans  | 19,3   |
| 20,2   | 15 à 29 ans  | 18,9   |
| 20,7   | 0 à 14 ans   | 18,7   |

## Économie
Sur 134 établissements présents sur la commune à fin 2010, 40 % relevaient du secteur de l'agriculture (pour une moyenne de 17 % sur le département), 11 % du secteur de l'industrie, 12 % du secteur de la construction, 32 % de celui du commerce et des services et 5 % du secteur de l'administration et de la santé.
On y trouve les Biscuits Saint-Georges, filiale du groupe Bouvard ainsi que Les Vergers de La Blottière.

## Culture locale et patrimoine

### Lieux et monuments
- Abbaye Notre-Dame des Gardes : site remarquable riche de magnifiques vitraux, de statues, de reliquaires...
- Chapelle de la Planche Grelet : vers la fin du XVIIe siècle, en ce lieu de la Planche Grelet, le voyageur pouvait à peine se frayer un passage à travers les taillis et les champs de genêts. Les sentiers, e connus dans le pays sous le nom de chemins creux, étaient mauvais et, pour traverser le Pont aux Jars, ce ruisseau qui coule au fond de la vallée, il n'y avait qu'une planche ou plutôt un tronc d'arbre surmonté d'une rampe, aussi mal arrimés l'un que l'autre. C'est sur le pont primitif que l'on appelait la Planche Grelet. De plus, en ces lieux étranges, se trouve la pierre Bâl, celle-ci servait aux sacrifices druidiques. Ce monument inspirait l'horreur, soit par l'imagination, soit par superstition, ou par une réalité inexpliquée en laissant supposer que les esprits malins avaient pris possession de ce lieu lugubre, témoins d'ailleurs de plusieurs crimes, et où quiconque ne pouvait s'aventurer sans être saisi d'un terrible effroi. Quoi qu'il en soit, aux environs de 1697, en pleine nuit, un cultivateur, Michel Plessis, est saisi sur la Planche Grelet d'une peur effroyable. Il a été, selon ses propos, attaqué par une terrible bête qui lui serrait violemment la poitrine et menaçait de le jeter à l'eau. Pris d'épouvante face à cette incarnation du diable, il se voue à la sainte Vierge afin qu'elle apporte sa pureté et son implacable lumière en ce lieu plongé dans la plus impénétrable des ombres et lui promit de venir la prier en ce lieu s'il était délivré. Rassuré aussitôt, il peut entrer sain et sauf chez lui au village de la Bordellière situé non loin de là. Dès le lendemain, il tient parole et pratiquant une niche dans un ormeau, il y place une statuette qu'on invoque depuis lors contre la peur. En 1850, Dominique Plessis, arrière-petit-fils de Michel Plessis, fait construire un petit oratoire où est placée la Vierge. En 1858, cet édifice est augmenté d'un auvent pour protéger la Vierge de la pluie. En 1865, il est complété et prend la forme d'une chapelle qui dura jusqu'en 1892. Le 7 juillet 1861, une noble dame avait déposé, derrière la statue de Marie, un vœu, non signé, mais cacheté et scellé de ses armes. Plongée dans une extrême affliction, elle avait demandé pour tous les siens la protection de la Reine du Ciel et, promettait en retour, la somme de mille francs pour la construction d'une chapelle à la Planche Grelet. Ce billet fut trouvé par Monsieur le Curé des Gardes qui, après d'actives recherches, finit par découvrir le nom de la généreuse donatrice. Elle ne vivait plus mais ses vœux avaient été comblés. De ses nombreux enfants, deux s'étaient voués au service des autels et tous étaient restés fidèles à Dieu. Ils ont fait honneur à la parole de leur mère et grâce à eux, fut construite la chapelle actuelle de la Planche Grelet. Ce lieu reste encore aujourd'hui évocateur de peur. Ainsi ces lieux semblent encore et toujours habités d'une présence indescriptible qu'il est difficile de ne pas ressentir. Cependant cet endroit dorénavant sûr est un endroit idéal pour le randonneur et le petit aventurier qui peut flâner à travers les collines grâce à un des sentiers pédestres très bien balisés.
- Colline des Gardes : Le Puy de la Garde est considéré par certains comme un ancien volcan dont le cratère serait, selon la légende, sous l'abbaye Notre-Dame des Gardes. Le puy possède des pentes moyennes de 12 % avec des variations très abruptes atteignant les 25 % sur le versant nord de la colline. La dénivellation entre le sommet et la plaine est de 130 m au maximum. Le village des Gardes, situé sur le sommet du puy, offre un panorama sur les Mauges, son bocage unique et typique de collines et de vallées. Un autre panorama est offert en montant les dizaines de marches qui mènent au clocher de l'abbaye (clés disponibles à l'auberge en face de l'abbaye). D'autre part, la colline est ponctuée de nombreux sites remarquables (chapelles, échassiers aux morts, croix, tables d'orientation, fontaine à l'âne...) accessibles par de pittoresques chemins de randonnée.
- Ancienne église Saint-Joseph : l'église a été détruite durant le mois août 2006[20].